# Saladınlı
Saladınlı è un comune dell'Azerbaigian situato nel distretto di Tovuz.